# 黄文明
黄文明（1908年—1995年），中国人民解放军将领、中国人民解放军开国少将。
曾任中国人民志愿军干部部部长。1955年，授予中国人民解放军少将。